# Уилям Хартнел
Уилям Хенри Хартнел (8 януари 1908 – 23 април 1975), познат също като Били Хартнел или Бил Хартнел, е английски актьор. Хартнел изиграва първата инкарнация на Доктора в британския научнофантастичен сериал Доктор Кой от 1963 до 1966.

## Ранен живот
Хартнел е роден в Сейнт Панкрас, Лондон, Англия, единственото дете на Люси Хартнел, неомъжена майка. Той е отгледан отчасти от приемна майка, а също така е прекарал много почивки в Девън със семейството на фермерите на майка си, където се е научил да язди. Той е вторият братовчед на модния дизайнер Норман Хартнел.
Хартнел никога не открива самоличността на баща си (чиито данни са останали празни по свидетелството за раждане) въпреки усилията да го проследи. Често познат като Били, той напуска училище без перспективи и се забърква в дребни престъпления.